# Tony Miles
Anthony John Miles dit Tony Miles est un joueur d'échecs britannique, né le 23 avril 1955 et mort le 12 novembre 2001 à Birmingham.
Il a défendu une variante du gambit du roi à laquelle il a donné son nom, la défense Miles : 1.e4 e5 2.f4 Cc6 3.Cf3 f5!?

## Biographie et carrière

### Champion du monde junior (1974)
En 1973, Anthony Miles termine deuxième du Championnat du monde d'échecs junior de Teesside (en) derrière Aleksandr Beliavski, et remporte le titre l'année suivante à Manille. En 1976, il devient le premier grand maître international britannique de naissance, à la suite du tournoi de Doubna en URSS où il finit 3e ex æquo avec 9 points sur 15.

### Champion de Grande-Bretagne (1982)
En 1982, Miles remporta son seul titre de champion de Grande-Bretagne à Torquay. Il fut deuxième du championnat en 1975 (victoire de William Hartston) et 1985 (victoire de Jonathan Speelman).

### Exil
Anticonformiste et souffrant d'un début de paranoïa, il avait de nombreux conflits avec sa fédération. Il s'exila un an aux États-Unis (en 1988-1989), puis partit pour l'Australie (en 1991) avant de revenir à Birmingham en 1992 où il se consacra à l'enseignement des échecs.
Son excentricité dans la vie se retrouvait sur l'échiquier, par la pratique fréquente d'ouvertures rares. En 1980, il battit le champion du monde en titre Anatoli Karpov avec les Noirs avec la défense Saint-Georges (aussi appelée défense Birmingham d'après la ville natale de Tony Miles) (1.e4 a6?!), très rare à ce niveau.
Il mourut à 46 ans d'une défaillance cardiaque conséquence d'un diabète.

### Vie privée
Tony Miles a été marié et divorcé deux fois. Sa première femme fut Jana Hartston. Il n'avait pas d'enfant.

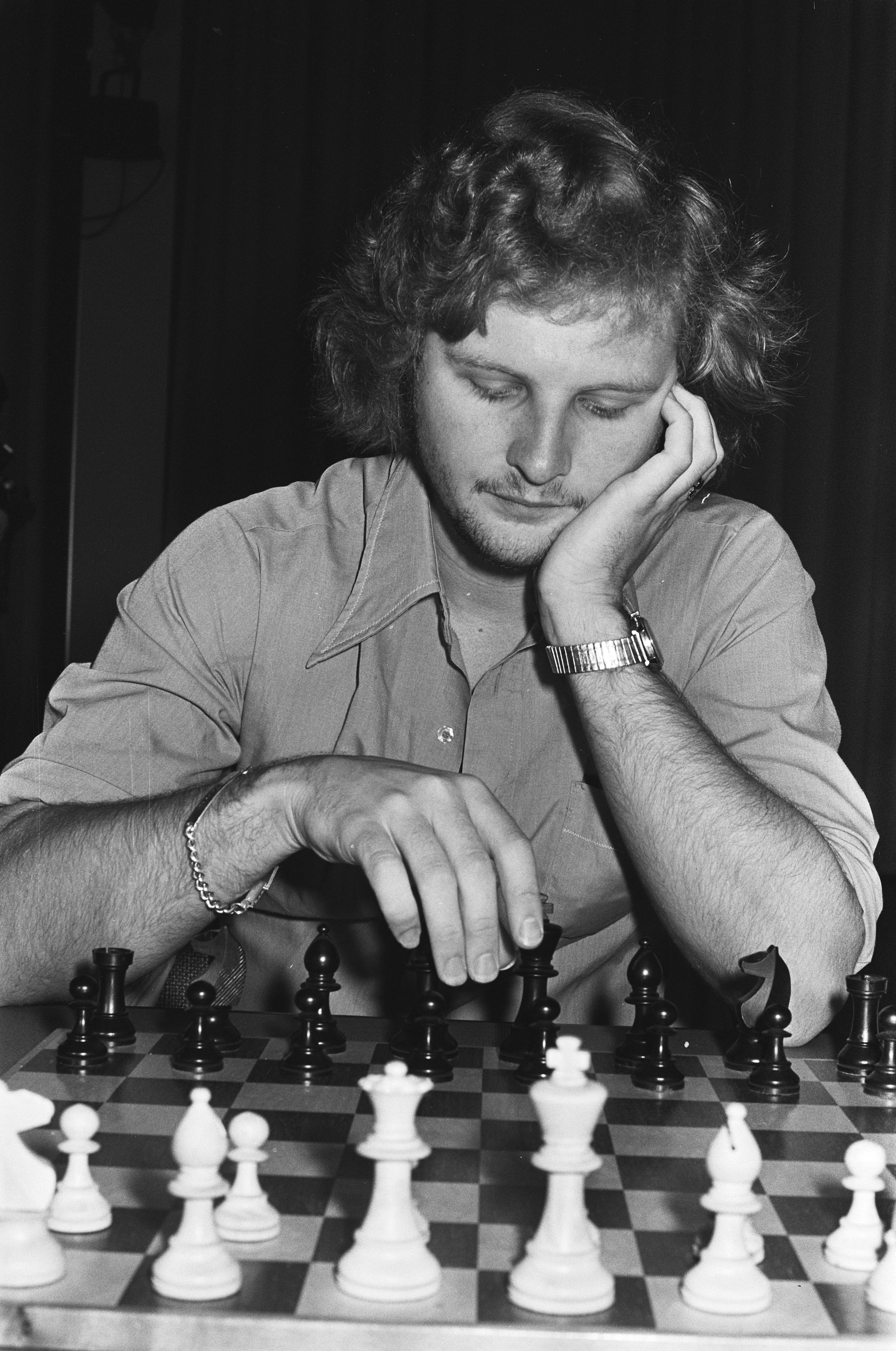
Anthony Miles en 1977

### Victoires dans les tournois internationaux

#### Années 1970-1980
Tony Miles a remporté les tournois de :
- Birmingham en 1973 et 1974 ;
- Londres, tournoi fermé 1975 ;
- Las Vegas (National Open) 1976 (ex æquo avec Formanek) ;
- Amsterdam (IBM) en 1976 (ex æquo avec Kortchnoï) et en 1977 ;
- Stockholm 1976 ;
- Lanzerote 1977 ;
- Festival de Bienne (tournoi fermé de grands maîtres) en 1977 et en 1983 (ex æquo avec Nunn) ;
- Philadelphie (World Open) 1979, 1980 et 1987 (premier ex æquo à chaque fois) ;

#### Années 1980
- Las Palmas 1980 (ex æquo avec Petrosian et Geller) ;
- Londres 1980 (Phillips and Drew, ex æquo avec Kortchnoï et Andersson) ;
- Gausdal 1980 ;
- Baerum 1980 ;
- Puerto Makryn 1980 ;
- Vrbas 1980, devant Petrossian, Adorjan, Youssoupov, Sax et Gligorić ;
- Baden-Baden 1981 (ex æquo avec Ribli) ;

- Vancouver 1981 ;

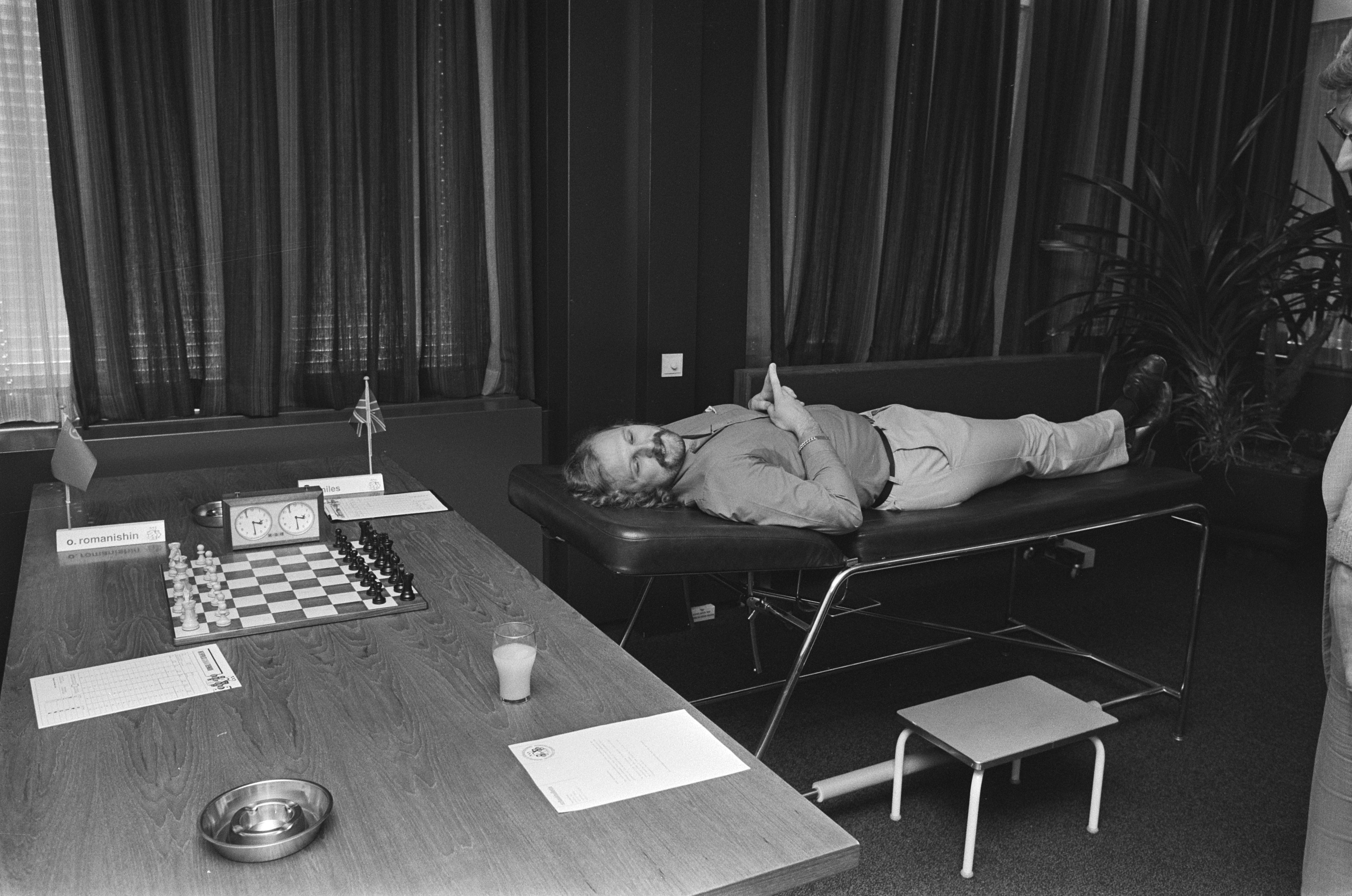
Tony Miles disputant le tournoi de Tilbourg en 1985, allongé.

- Open Llyods Bank de Londres (Llyods Bank Masters) :
  - premier ex æquo en 1981 et 1984 ;
  - vainqueur au départage en 1982 ;
- Manchester 1981 et 1982 ;
- Metz 1983, 1985 et 1989 ;
- New York 1983 ;
- Bath 1983 ;
- Le Tournoi de Tilbourg en 1984 et en 1985 (ex æquo avec Kortchnoï et Hübner) ;
- Portoroz-Ljubljana 1985 (mémorial Milan Vidmar, ex æquo avec Portisch et Ribli) ;
- Griesbah 1984 ;
- Ostende 1985, 1986 et 1991 ;
- Mendrisio 1985 ;

#### Années 1990 et 2000
- Rome (open international) 1990, Miles termine seul vainqueur (avec Anand, Smyslov, Bronstein et Bareïev parmi les participants) ;
- Pékin (open) 1991 (vainqueur au départage) ;
- Auckland, tournoi fermé 1992 (ex æquo avec Rogers) ;
- Melbourne, Australian Masters, tournoi fermé 1992 ;
- Canberra, Doeberl Cup (open) 1992 ;
- Séville 1993 ;
- Münster (open) 1993 (ex æquo avec Dokhoïan) ;
- Andorre (open) 1994 ;
- Open de Cappelle-la-Grande  :
  - premier ex æquo en 1994 et 1997 ;
  - vainqueur au départage en 1995 ;
- quatre fois le mémorial Capablanca :
  - à Matanzas en 1994 et en 1995 ;
  - à Ciengfuegos en 1996 ;
  - à La Havane en 1999 ;
- Benasque 1995 ;
- Sakthi 1996 ;
- Merida (open) 1999 (mémorial Carlos Torre, vainqueur au départage) ;
- Championnat open du Canada 2001 (ex æquo avec Christiansen).

## Bibliographie

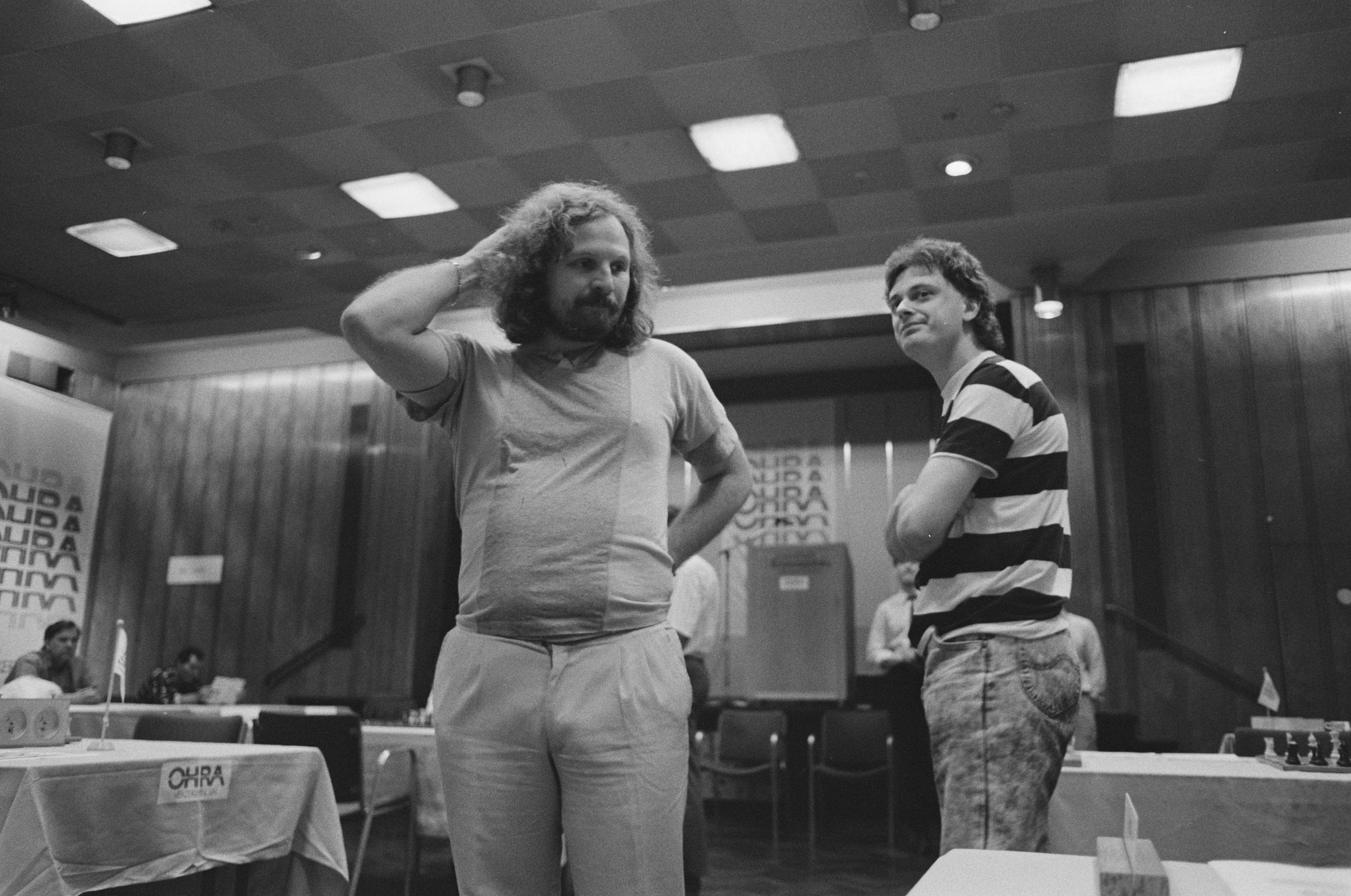
Tony Miles et John Nunn en 1988

## Partie remarquable
- (en) Karpov-Miles, Skara 1980 0-1 sur ChessGames.com